# Robert Dorer
Robert Dorer (ur. 13 lutego 1830 w Baden, zm. 13 kwietnia 1893 tamże) – szwajcarski rzeźbiarz.
Najważniejszym jego dziełem jest pomnik narodowy, skomponowany w kształcie studni przed Pałacem związkowym w Bernie.